# 스파게티 접시 효과
스파게티 접시 효과(Spaghetti-bowl effect)는 자유 무역 협정(FTA)의 양산에 따른 무역 규칙의 복잡성을 표현하기 위하여 자그디시 바그와티(Jagdish Bhagwati)와 파나가리아(Panagaryia) 교수가 사용한 용어이다. 수출입 기업도 상이한 규정을 적용받는 애로사항이 발생한다.
예를 들어 각 FTA에서 다른 원산지 규정을 사용함으로써 FTA를 하나 이상 가입한 국가는 각각의 규정을 적용하여 집행해야 하고, 수출입 기업도 상이한 규정에 혼선이 발생한다.

## 같이 보기
- 원산지 규정